# Richard Swinburne
Richard Granville Swinburne (/ˈswɪnbɜrn/, nascido 26 de dezembro, 1934) é um filósofo britânico e professor emérito de filosofia na Universidade de Oxford. Nos últimos 50 anos, Swinburne tem sido um defensor influente dos argumentos filosóficos para a existência de Deus. Suas contribuições filosóficas estão principalmente na filosofia da religião e na filosofia da ciência. Ele despertou muita discussão com seus primeiros trabalhos na filosofia da religião, uma trilogia de livros consistindo em The Coherence of Theism, The Existence of God, e Faith and Reason. Swinburne é um filósofo com contribuições relevantes tanto para filosofia da religião quanto para filosofia da ciência.

## Vida pregressa
Swinburne nasceu em Smethwick, Staffordshire, Inglaterra, em 26 de dezembro de 1934. Seu pai era um professor de música da escola, que por sua vez era filho de um proprietário de uma loja de bebidas em Shoreditch. Sua mãe era secretária, filha de um oculista. Ele é filho único. Swinburne frequentou uma escola preparatória e depois a Charterhouse.

## Apologética cristã
Membro da Igreja Ortodoxa, ele é apontado como um dos principais apologistas cristãos, argumentando em seus muitos artigos e livros que a fé no cristianismo é racional e coerente em um sentido filosófico rigoroso. William Hasker escreve que sua "tetralogia da doutrina cristã, juntamente com sua trilogia anterior sobre a filosofia do teísmo, é um dos projetos apologéticos mais importantes dos últimos tempos". Enquanto Swinburne apresenta muitos argumentos para promover a crença de que Deus existe, ele argumenta que Deus é um ser cuja existência não é logicamente necessária (veja lógica modal), mas metafisicamente necessária da maneira que ele define em seu The Christian God. Outros assuntos sobre os quais Swinburne escreve incluem identidade pessoal (na qual ele defende uma visão baseada no conceito de alma) e justificativa epistêmica. Ele escreveu em defesa do dualismo cartesiano e do livre arbítrio libertário.
Embora ele seja mais conhecido por sua vigorosa defesa racional dos compromissos intelectuais cristãos, ele também tem uma teoria da natureza da fé fervorosa, que é desenvolvida em seu livro Faith and Reason. 

Segundo uma entrevista que Swinburne fez com a revista Foma, ele se converteu do anglicanismo (Igreja da Inglaterra) para a Ortodoxia Oriental volta de 1996: 
Eu não acho que mudei minhas crenças de maneira significativa. Sempre acreditei na sucessão apostólica: que a Igreja tem que ter sua autoridade que remonta aos apóstolos, e os ensinamentos gerais da Igreja Ortodoxa sobre os santos e as orações pelos que partiram e assim por diante, coisas em que sempre acreditei. 
O método filosófico de Swinburne reflete a influência de Tomás de Aquino. Ele admite que extrai de Tomás de Aquino uma abordagem sistemática da teologia filosófica. Swinburne, como Tomás de Aquino, passa de questões filosóficas básicas (por exemplo, a questão da possibilidade de que Deus possa existir em The Coherence of Theism), para crenças cristãs mais específicas (por exemplo, a alegação no Revelation de Swinburne que Deus teria comunicado a seres humanos proposicionalmente em Jesus Cristo). 
Swinburne move em seu programa de escrita do filosófico para o teológico, construindo seu caso rigorosamente e confiando em seus argumentos anteriores enquanto defende determinadas crenças cristãs. Ele tentou reafirmar as crenças cristãs clássicas com um método apologético que ele acredita ser compatível com a ciência contemporânea. Esse método baseia-se fortemente na lógica indutiva, buscando mostrar que suas crenças cristãs se encaixam melhor com as evidências.
O National Life Stories conduziu uma entrevista de história oral (C1672/15) com Richard Swinburne em 2015 para sua coleção de Ciência e Religião realizada pela British Library.

## Principais livros
- Space and Time, 1968
- The Concept of Miracle, 1970,
- The Coherence of Theism, 1977 (nova ed. 2016) (parte 1 da trilogia sobre teísmo)
- The Existence of God, 1979 (nova ed. 2004). (parte 2 da trilogia sobre teísmo)
- Faith and Reason, 1981 (nova ed. 2005). (parte 3 da trilogia sobre teísmo)
- The Evolution of the Soul, 1986, ISBN 0-19-823698-0. (1997 online)
- Miracles, 1989
- Responsibility and Atonement, 1989 (parte 1 de sua tetralogia sobre doutrinas cristãs)
- Revelation, 1991 (parte 2 de sua tetralogia sobre doutrinas cristãs)
- The Christian God, 1994 (parte 3 de sua tetralogia sobre doutrinas cristãs)
- Is There a God?, 1996, ISBN 0-19-823545-3
- Simplicity as Evidence of Truth, The Aquinas Lecture, 1997
- Providence and the Problem of Evil, 1998 (parte 4 de sua tetralogia sobre doutrinas cristãs)
- Epistemic Justification, 2001
- The Resurrection of God Incarnate, 2003
- Was Jesus God?, 2008
- Free Will and Modern Science, Ed. 2011, ISBN 978-0197264898
- Mind, Brain, and Free Will, 2013
- Are We Bodies or Souls?, 2019, ISBN 978-0-19-883149-5

### Autobiografia espiritual
- Richard Swinburne, "Natural Theology and Orthodoxy," in Turning East: Contemporary Philosophers and the Ancient Christian Faith, Rico Vitz, ed. (St. Vladimir's Seminary Press, 2012), pp. 47–78.
- Richard Swinburne, "The Vocation of a Natural Theologian," in Philosophers Who Believe, Kelly James Clark, ed. (Downers Grove: InterVarsity Press, 1993), pp. 179–202.

### Avaliação crítica
- Brown, Colin. Miracles and the Critical Mind. Exeter: Paternoster; Grand Rapids: Eerdmans 1984. 180–4.
- Chartier, Gary. "Richard Swinburne." Blackwell Companion to the Theologians. 2 vols. Ed. Ian Markham. Oxford: Blackwell 2009. 2: 467–74.
- Hick, John. "The religious ambiguity of the universe" (part 2 of) An Interpretation of Religion: Human Responses to the Transcendent (New Haven: Yale University Press 1989). Esta seção fornece uma crítica do teorema da probabilidade de Swinburne em consideração à existência de Deus.
- Hick, John. "Salvation Through the Blood of Jesus" (a chapter in) The Metaphor of God Incarnate, (London: SCM 1993). Este capítulo inclui uma versão revisada de uma resposta em artigo acadêmico para Swinburne e crítica de sua defesa da redenção em seu livro daquele mesmo nome.
- Parks, D. Mark. "Expecting the Christian Revelation: An Analysis and Critique of Richard Swinburne's Philosophical Defense of Propositional Revelation." PhD dissertation, Southwestern Baptist Theological Seminary 1995.
- Parsons, Keith M. God and the Burden of Proof: Plantinga, Swinburne, and the Analytic Defense of Theism. Buffalo: Prometheus 1989.
- Wolterstorff, Nicholas. Divine Discourse: Philosophical Reflections on the Claim that God Speaks. Cambridge: CUP 1995.